# Koparka wielonaczyniowa

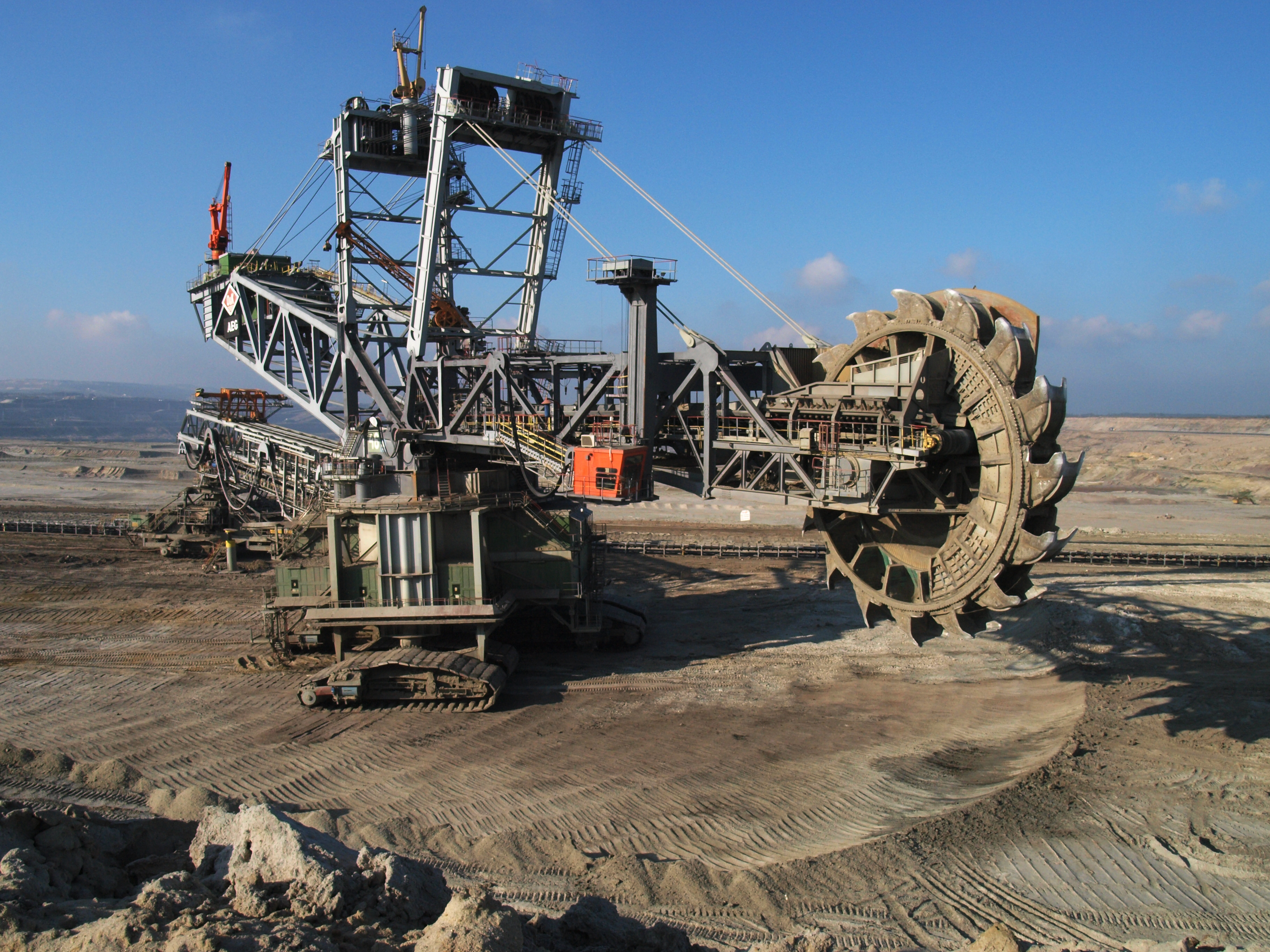
Koparka wielonaczyniowa kołowa, KWB Bełchatów, odkrywka Szczerców

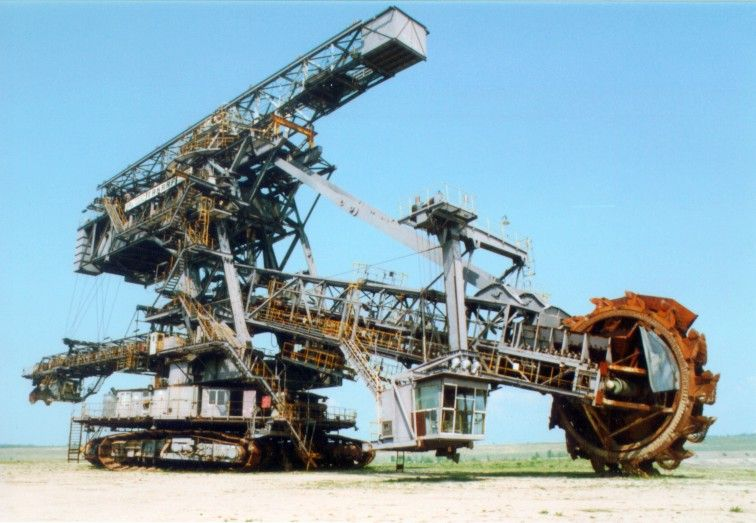
Koparka wielonaczyniowa kołowa przestrzenna

Koparka wielonaczyniowa – typ koparki charakteryzującej się ciągłym procesem kopania, wyposażonej w wiele naczyń kopiących (czerpaków lub skrobaków), umieszczonych w równych odstępach na łańcuchu lub kole.
Maszyny te stosowane są w górnictwie odkrywkowym (w kopalniach węgla brunatnego, rudy, gliny), przy wykopach szerokoprzestrzennych, przy skarpowaniu nasypów, na składach materiałów sypkich. Są jednymi z największych maszyn do robót ziemnych. Np. Bagger 293 ma długość 220 m, wysokość 94,5 m i masę ponad 14 tys. ton, a jej wydajność to 240 tys. m³ urobku na dobę.
Mniejsze maszyny tego typu stosowane są do kopania rowów, w wykonaniu jako koparki wielonaczyniowe wzdłużne.

## Historia

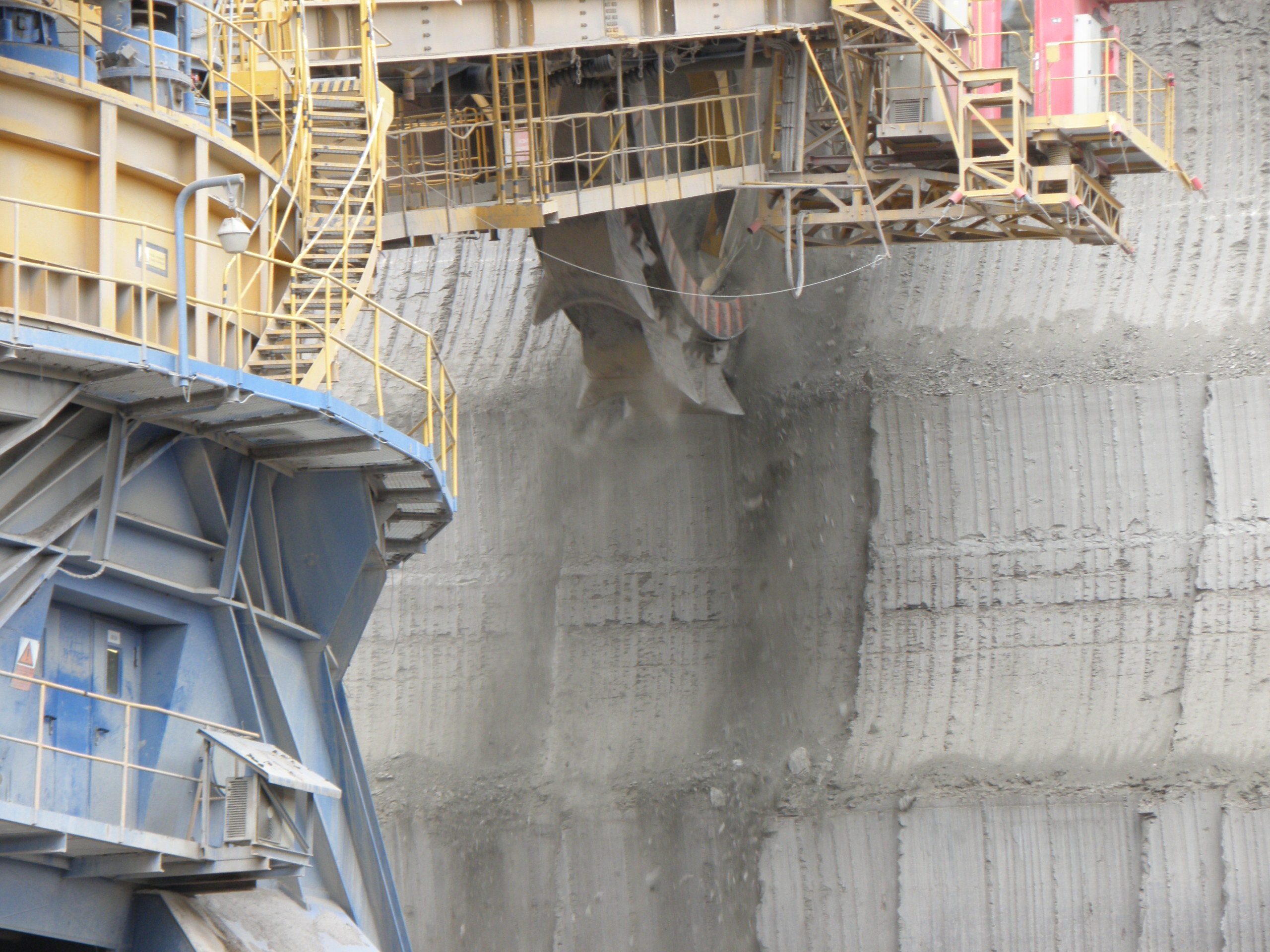
Koparka podczas pracy, kopalnia węgla brunatnego Bílina, Czechy

Zanim pojawiły się pierwsze koparki wielonaczyniowe, przez wiele stuleci stosowano różne rozwiązania pogłębiarek wykorzystujących układ wieloczerpakowy. Powstanie pierwszych koparek wielonaczyniowych stanowiło kolejny etap w zastosowaniu tego układu do robót ziemnych, tym razem na lądzie. Pierwsze tego typu maszyny powstają w połowie XIX w.:
- 1827 r. – projekt[2] koparki wielonaczyniowej Poirot de Valcourta. Nic nie wiadomo o realizacji projektu;
- 1859 r. – patent Alfonso Couvreuxa[3] na koparkę wielonaczyniową. Zbudowano kilka takich maszyn, koparki te były stosowane przy budowie Kanału Sueskiego;
- 1880–1884 r. – podobne maszyny w tym okresie produkowała niemiecka firma „LMG”; koparki tej firmy stały się jednymi z najpopularniejszych maszyn w Europie stosowanymi przy budowie linii kolejowych i kanałów wodnych;
- 1905 r. – pierwsza koparka z kołowym układem wieloczerpakowym; maszyna zbudowana w Kalifornii i stosowana do wykonywania rowów melioracyjnych.

## Podział
- łańcuchowe
  - poprzeczne
  - wzdłużne

- kołowe
  - przestrzenne
  - wzdłużne